# Кален вулкан
Кален вулкан е геоложко образувание, представляващо отверстие или кратер в земната повърхност, което постоянно или периодично изхвърля кал, вода и газове.
Калните вулкани не са истински магмени вулкани, тъй като не изригват лава. Размерът им може да варира от 1 – 2 метра на широчина, височина до 700 метра и 10 километра на широчина. Най-големият кален вулкан е изкуствено създаденият Сидоарджо (Люси) в Индонезия, който има диаметър от 10 километра.
Калта, произвеждана от калните вулкани, обикновено се образува като гореща вода от дълбините на земната повърхност започне да се смесва с подземните минерални залежи, образувайки кална струя. След това калният материал се изтласква нагоре през разлом или пукнатина, поради дисбаланс в местното налягане под земята. Калните вулкани се свързват със зони на субдукция и към момента са идентифицирани около 1100 наземни вулкана. Температурата на този вид вулкани обикновено е постоянна и е много по-ниска от тази на магмените вулкани. Най-често температурата на им варира от 100 °C до 2 °C, като някои даже се използват за кални бани.
Около 86% от изпускания газ е метан, като по-малък дял се пада на въглеродния диоксид и азота. Изхвърлените материали обикновено са смес от фини частици, разтворени във вода, която може да съдържа соли, киселини и различни въглеводороди. Този вид вулкани се срещат основно в местности, където има нефтени находища или вулканична активност. Могат да се образуват от фумароли, близо до които има глини и вулканична пепел. Изхвърлените газове могат да се самозапалят.
Предполага се, че кални вулкани съществуват и на Марс.

## Разпространение
Разпространени са главно в басейните на Каспийско море (Апшеронски полуостров и източните части на Грузия), Черно море, Азовско море (Керченски и Тамански полуостров), както и в Индонезия, Филипините, Мианмар, Индия, Пакистан, Иран, Китай. Срещат се и в Северна и Южна Америка, както и в Нова Зеландия.
В Европа се срещат в Италия (северните части на Апенините и Сицилия), Исландия, Румъния (Бъзау) и България.
В България кални вулкани се срещат единствено в южните части на Старозагорското поле. Те са разположени в група между селата Априлово, Обручище и Полски Градец, като са линейно ориентирани по долините на реките Еледжик, Овчарица и Соколица (притоци на река Сазлийка). При периодичните си изригвания, заедно с калта, изхвърлят овъглени дървета, лигнитни въглища и сероводород. Калните вулкани в Старозагорското поле са се активизирали след Чирпанското земетресение от 1928 г.